# José Luis de Ímaz
José Luis de Ímaz (Buenos Aires, 29 de diciembre de 1928 - 14 de mayo de 2008) fue un abogado, sociólogo y politólogo argentino. Se destacó en el campo de la sociología, desarrollando sus investigaciones dentro del CONICET.

## Biografía
De Ímaz se licenció en Ciencias Políticas en Rosario en 1957 para luego doctorarse en Derecho y Ciencias Sociales en la Universidad de Buenos Aires (UBA). En 1959 ingresó en el CONICET, en donde cumplió funciones hasta jubilarse como investigador en 2002. 
Desde 1954 hasta 1966 trabajó junto a Gino Germani en el Instituto de Sociología de la UBA, siendo considerado un sociólogo "de transición" entre el ensayismo predominante en los '30 y '40 y la sociología "moderna" impulsada por Germani. Es en 1964 en donde edita mediante EUDEBA Los que mandan, un estudio sobre las clases altas de Buenos Aires, sus hábitos, costumbres, preferencias y relaciones de poder, considerado un clásico de la sociología argentina. Llega a la conclusión -muy polémica en su momento- de que en la Argentina de su época existía una pluralidad de individuos que ocupan posiciones funcionales de mando en sus diversas instituciones sociales, mas no una verdadera elite dirigente, toda vez que estos sujetos no tienen un origen social similar ni compartieron ámbitos de socialización que los llevara a desarrollar pautas de valor similares que, a su vez, los oriente consciente o inconscientemente hacia los mismos objetivos compartidos. El libro sería reeditado 14 veces y traducido al inglés, alemán, sueco y japonés.
Al otorgársele el nombramiento de investigador emérito, con el motivo de la celebración del 50° aniversario del CONICET, la presidenta de la Nación, Cristina Fernández de Kirchner, citó ese libro y mencionó que lo había leído en sus primeros años de universidad.
En 1962, y en el contexto del enfrentamiento entre facciones del Ejército Argentino, de Imaz es enrolado en el grupo de acción psicológica del bando Azul, junto al también sociólogo Enrique Miguens y el periodista Mariano Grondona.
Tras su salida de la UBA, y hasta el 2002, fue profesor de Sociología en la Universidad Católica Argentina. Entre 1989 y 1991 fue director nacional y subsecretario de Políticas Universitarias en el Ministerio de Educación. Entre 1997 y 2000 fue legislador porteño por Nueva Dirigencia, acompañando a Gustavo Béliz.
Recibió el Premio Konex - Diploma al Mérito por su trayectoria dentro de la sociología de la Argentina.

## Obras
- Las raíces del pensar.
- Sobre la identidad iberoamericana.
- Nosotros mañana.
- Soliloquios de un caminante.
- Los que mandan.
- Promediados los cuarenta